# Paramount Network
Paramount Network, anteriorment Paramount Channel, és un canal de televisió d'entreteniment dedicat al cinema i en menor mida a les sèries. Aquest canal esta operat per Viacom.
La programació es basa en l'emissió de pel·lícules de l'estudi més antic de Hollywood, Paramount Pictures, tot i que també n'emet d'altres estudis com ara Miramax Films, Warner Bros. i Sony Pictures Entertainment. Entre les pel·lícules emeses pel canal cal destacar: El Padrí, El Padrí II, El Padrí III, La vida és bella, Emma, El club de les primeres esposes, El pacient anglès, Artificial Intelligence: A.I., Esmorzar amb diamants, Vacances a Roma, There Will Be Blood, Al límit de la sospita, Atracció fatal o Valor de llei.

## Espanya
Paramount Network (anteriorment, Paramount Channel) està present en el dial que abans va ocupar La 10, ja que la seva presència en la TDT espanyola ha estat possible gràcies a un acord entre Viacom International Media Networks (VIMN), l¡actual propietària dels estudis Paramount, i el grup de comunicació Vocento.
Després de l'eliminació d'Intereconomía TV de la TDT (excepte Madrid i Sagunt), el canal va passar a ocupar aquesta freqüència des del 6 de maig de 2014 a conseqüència d'una sentència del Tribunal Suprem de Justícia, que va anul·lar les concessions d'emissió TDT per a nou canals, per haver estat atorgades sense el preceptiu concurs públic que regeix la Llei General de Comunicació Audiovisual.
Des de 2015, juntament amb el cinema que ja venia emetent, el canal va començar a introduir sèries, com The Fresh Prince of Bel-Air o La Señora. Ja en 2018, va augmentar la presència d'aquestes en el daytime, incloent el programa documental Informe Criminal.
Per part seva, el 10 de juny de 2018, Paramount Channel va ser rellançat com Paramount Network.

### Programació
La programació del canal abastava gèneres com el drama, comèdia, acció, thriller, animació, pel·lícules de l'oest, de terror i clàssics de la història del cinema, així com programes de telerealitat.
- 1000 maneres de morir
- A un paso del cielo
- Agatha Christie: Miss Marple
- Agatha Christie: Poirot
- Alaska y Mario
- Alice Nevers
- Candice Renoir
- Cazatesoros
- Central de cómicos
- Cinexpress
- Colombo
- El príncipe de Bel Air
- Fotogramas TV
- Gotham
- Grantchester
- Houdini y Doyle
- Informe criminal
- La casa de la pradera
- La Señora
- Los asesinatos de Midsomer
- Mary Higgins Clark
- MovieBerto
- NCIS: Los Angeles
- NCIS: Nueva Orleans
- Father Brown
- Papel pintado
- Pata negra
- Peliculeros
- Scorpion
- Sherlock
- The Librarians
- Waco

## Audiències
| Any  | Gener | Febrer | Març | Abril | Maig | Juny   | Juliol | Agost | Setembre | Octubre | Novembre | Desembre | Mitjana anual |
| ---- | ----- | ------ | ---- | ----- | ---- | ------ | ------ | ----- | -------- | ------- | -------- | -------- | ------------- |
| 2012 | -     | -      | -    | 1,1%  | 1,1% | 1,0%** | 1,1%   | 1,1%  | 1,2%     | 1,2%    | 1,2%     | 1,2%     | 0,8%          |
| 2013 | 1,2%  | 1,1%   | 1,3% | 1,3%  | 1,3% | 1,4%   | 1,4%   | 1,6%  | 1,6%     | 1,6%    | 1,6%     | 1,7%     | 1,4%          |
| 2014 | 1,7%  | 1,5%   | 1,6% | 1,6%  | 1,9% | 2,1%   | 2,1%   | 2,2%  | 2,1%     | 2,0%    | 1,9%     | 1,9%     | 1,9%          |
| 2015 | 2,1%  | 2,0%   | 2,0% | 1,9%  | 1,9% | 2,0%   | 2,4%*  | 2,1%  | 2,0%     | 2,0%    | 2,1%     | 2,0%     | 2,2%          |
| 2016 | 1,9%  | 1,9%   | 1,9% | 1,6%  | 1,6% | 1,6%   | 1,8%   | 1,9%  | 1,8%     | 1,7%    | 1,7%     | 2,0%     | 1,8%          |
| 2017 | 1,8%  | 1,8%   | 1,8% | 1,9%  | 2,0% | 2,1%   | 2,2%   | 2,2%  | 1,9%     | 1,8%    | 1,8%     | 2,0%     | 1,9%          |
| 2018 | 1,8%  | 1,8%   | 1,7% | 1,6%  | 1,7% | 1,7%   | 1,7%   | 1,9%  | 1,7%     | 1,8%    | 1,7%     | 1,9%     | 1,8%          |
| 2019 | 1,8%  | 1,9%   | 2,0% | 2,1%  | 1,9% | 1,9%   | 1,8%   | 1,9%  | 1,7%     | 1,7%    | 1,7%     | 1,8%     | 1,9%          |
| 2020 | 1,7%  | 1,8%   | 1,9% | 1,9%  | 1,8% | 1,8%   | 1,7%   | 1,8%  | 1,7%     | 1,7%    | 1,7%     | 1,7%     | 1,8%          |
| 2021 | 1,7%  | 1,7%   | 1,6% | 1,8%  | 1,7% | 1,6%   | 1,7%   | 1,7%  | 1,7%     | 1,8%    | 1,7%     | 1,6%     | 1,7%          |
| 2022 | 1,7%  | 1,7%   | 1,6% | 1,8%  | 1,8% | 1,8%   | 1,6%   | 1,5%  | 1,5%     | 1,3%    | 1,3%     | 1,3%     | 1,4%          |
| 2023 | 1,2%  | 1,2%   | 1,3% | 1,3%  | 1,3% | 1,4%   | 1,4%   | 1,5%  | 1,5%     | 1,5%    | 1,5%     | 1,5%     | 1,4%          |
| 2024 | 1,5%  | 1,4%   | 1,5% | 1,5%  | 1,5% | 1,5%   | 1,4%   | 1,5%  | 1,5%     | 1,6%    | 1,5%     | 1,5%     | 1,5%          |
| 2025 | 1,5%  | 1,4%   | 1,4% | 1,5%  | 1,5% | 1,4%   | 1,4%   |       |          |         |          |          |               |

* Màxim històric. | ** Mínim històric.
El 30 de juliol de 2015, el canal va aconseguir el seu rècord històric amb un gran 2,4%, superant la seva posició del 2 de juliol amb un 2,2% de share. El 30 de juliol, la pel·lícula més vista va ser Norbit.